# Héctor Vergara
Héctor Vergara, född  15 december 1966, är en kanadensisk fotbollsdomare. Han föddes i San Javier, Chile, fast växte upp i Winnipeg, Kanada. Efter att ha dömt 77 landslagsmatcher gjorde han sitt livs viktigaste match, bronsmatchen mellan Sydkorea och Turkiet i Fotbolls-VM 2002. Vergara valdes den 5 februari 2010 som en av 29 domare till Fotbolls-VM 2010 i Sydafrika.